# Pigen der elskede Tom Gordon
Pigen der elskede Tom Gordon er en roman fra 1999 af den amerikanske forfatter Stephen King.
Romanen handler om den niårige pige, Trisha McFarland, der i forbindelse med en tur i skoven sammen med sin mor og storebror, Pete, farer vild, da hun går afsides for at tisse. Hun vil ikke gå i panik og forsøger at undgå at tænke på historier om folk, der farer vild i skoven og kommer slemt til skade eller ligefrem dør.
Men hun kan ikke slippe tanken om det, for hvad er det for et væsen, der følger efter hende?